# ユースホステル八洲旅館
ユースホステル八洲旅館（ユースホステルやしまりょかん）は日本ユースホステル協会に加盟していた沖縄県石垣市のユースホステル。2012年4月30日をもって閉館した。
以下の記事は閉館時の情報。

## 設備
- 個人や小グループに適している
- 団体の利用に適している
- 余裕があればグループで一室利用可
- 駐車場あり
- 駐輪場あり
- 洗濯機あり
- 乾燥機あり
- 荷物預かりあり
- 英語による予約可
- 周辺にスポーツ施設あり
- レンタサイクルあり

## アクセス
- 石垣港から徒歩10分、または（旧）石垣空港からタクシー利用6分